# Viguera (La Rioja)
Viguera ist ein Bergort und eine zur bevölkerungsarmen Region der Serranía Celtibérica gehörende Gemeinde (municipio) mit nur noch 379 Einwohnern (Stand: 2024) in der Autonomen Gemeinschaft La Rioja im Norden Spaniens. Neben dem Hauptort Viguera gehört die Ortschaft Panzares sowie die Wüstungen Castañares de las Cuevas und El Puente.

## Lage und Klima
Viguera liegt am Río Iregua gut 18 km (Fahrtstrecke) südsüdwestlich der Provinzhauptstadt Logroño in einer Höhe von ca. 700 m. Soria, die Hauptstadt der südlich an die Rioja angrenzenden altkastilischen Provinz, befindet sich ca. 75 km südlich. Das Klima ist gemäßigt bis warm; Regen (ca. 843 mm/Jahr) fällt hauptsächlich im Winterhalbjahr.

## Bevölkerungsentwicklung
| Jahr      | 1970 | 1981 | 1991 | 2001 | 2011 | 2021 |
| Einwohner | 480  | 431  | 405  | 348  | 416  | 397  |

Infolge der Mechanisierung der Landwirtschaft, der Aufgabe bäuerlicher Kleinbetriebe und des daraus resultierenden geringeren Arbeitskräftebedarfs ist die Einwohnerzahl des Bergorts seit der Mitte des 19. Jahrhunderts deutlich zurückgegangen.

## Wirtschaft
Die Gemeinde war jahrhundertelang zum Zweck der Selbstversorgung landwirtschaftlich orientiert, wobei die Viehwirtschaft (Milch, Käse, Fleisch) im Vordergrund stand. Heute werden vor allem im Sommerhalbjahr Ferienwohnungen (casas rurales) vermietet.

## Sehenswürdigkeiten
- Burganlage von Castañares de las Cuevas
- Kirche Mariä Himmelfahrt in Viguera
- Kirche Mariä Himmelfahrt in Castañares de las Cuevas
- Marienkapelle
- Markuskapelle
- Stephanuskapelle
- Luzienkapelle in Panzares

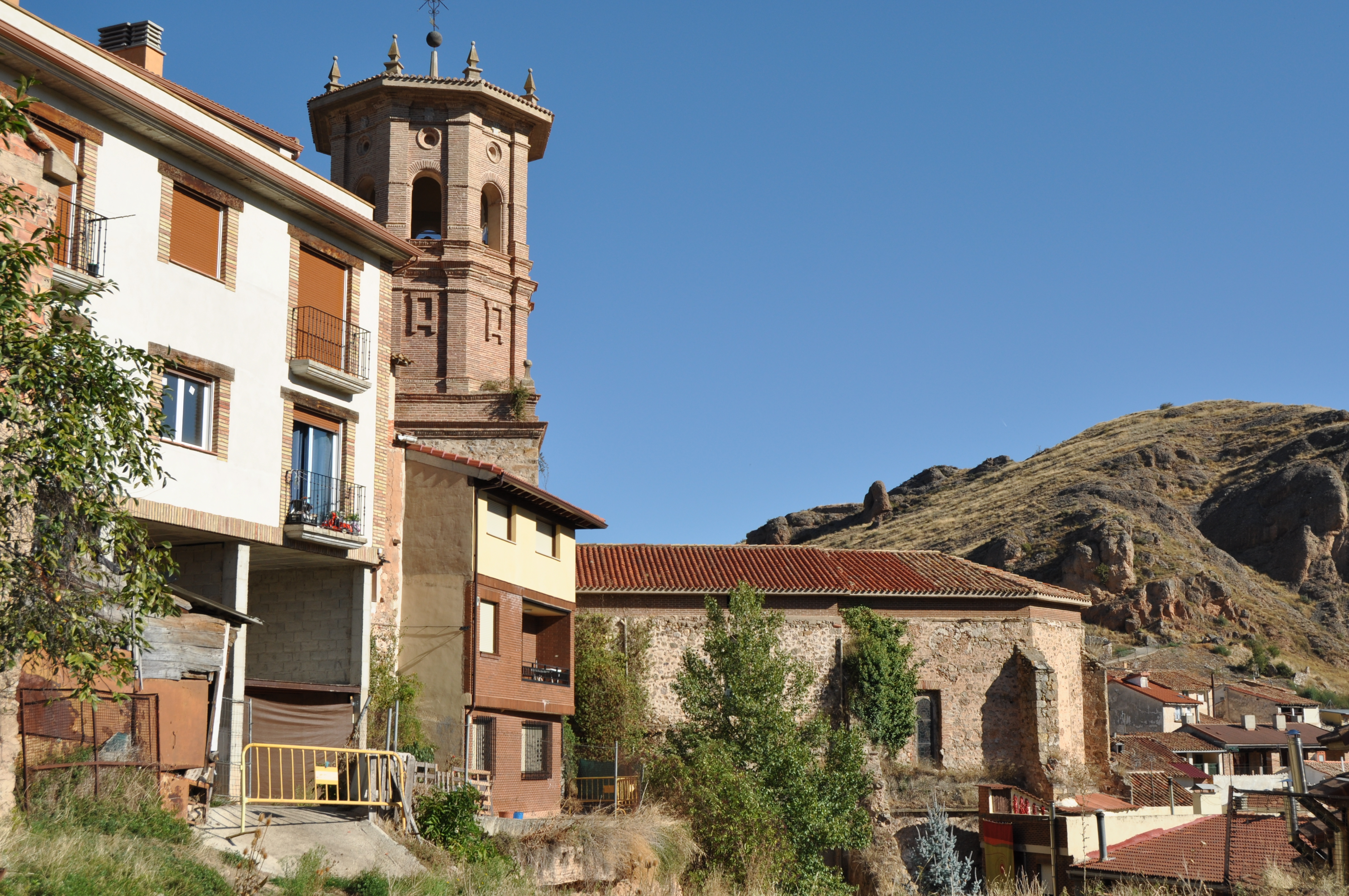
Kirche Mariä Himmelfahrt (Viguera)
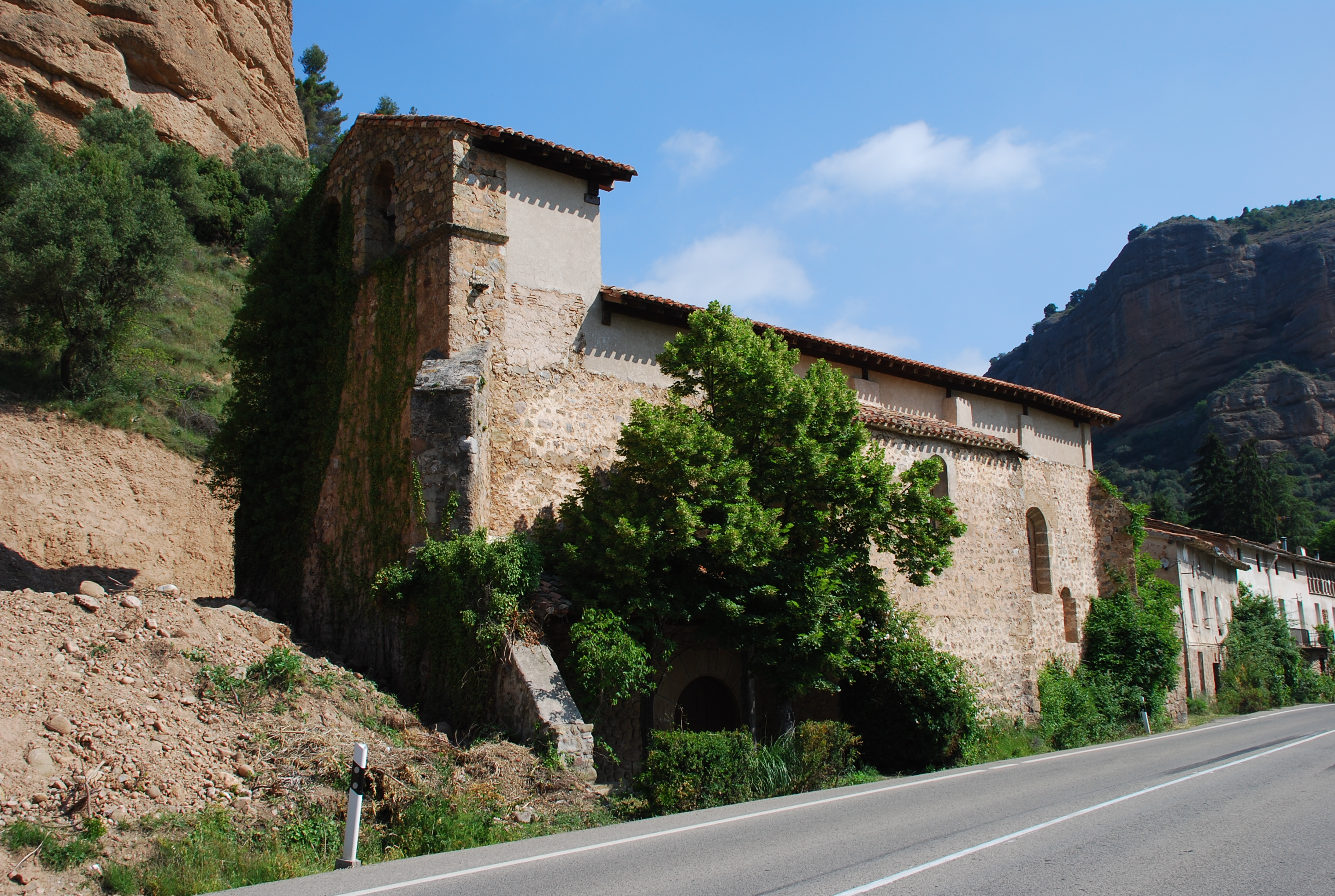
Kirche Mariä Himmelfahrt (Castañares de las Cuevas)
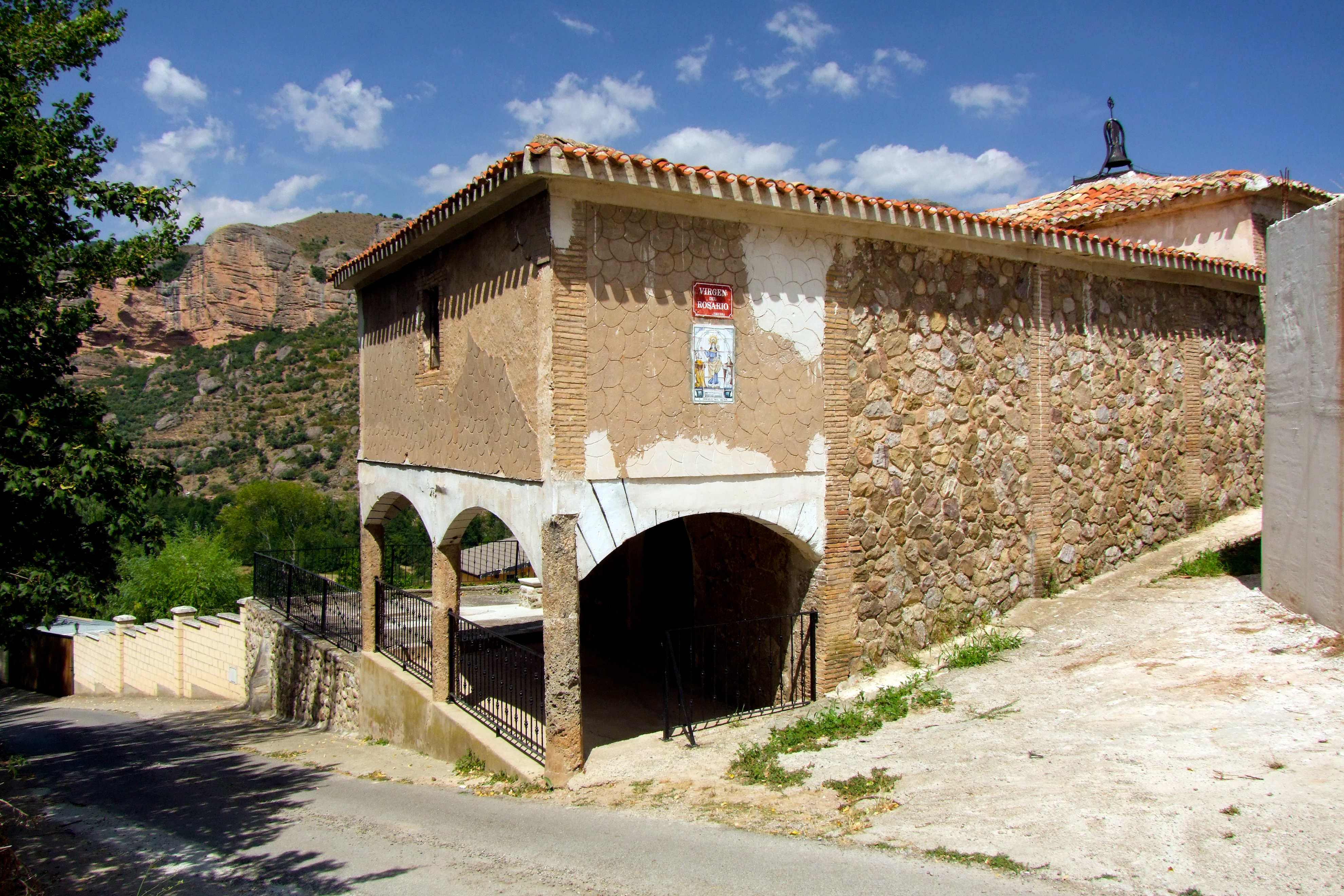
Marienkapelle
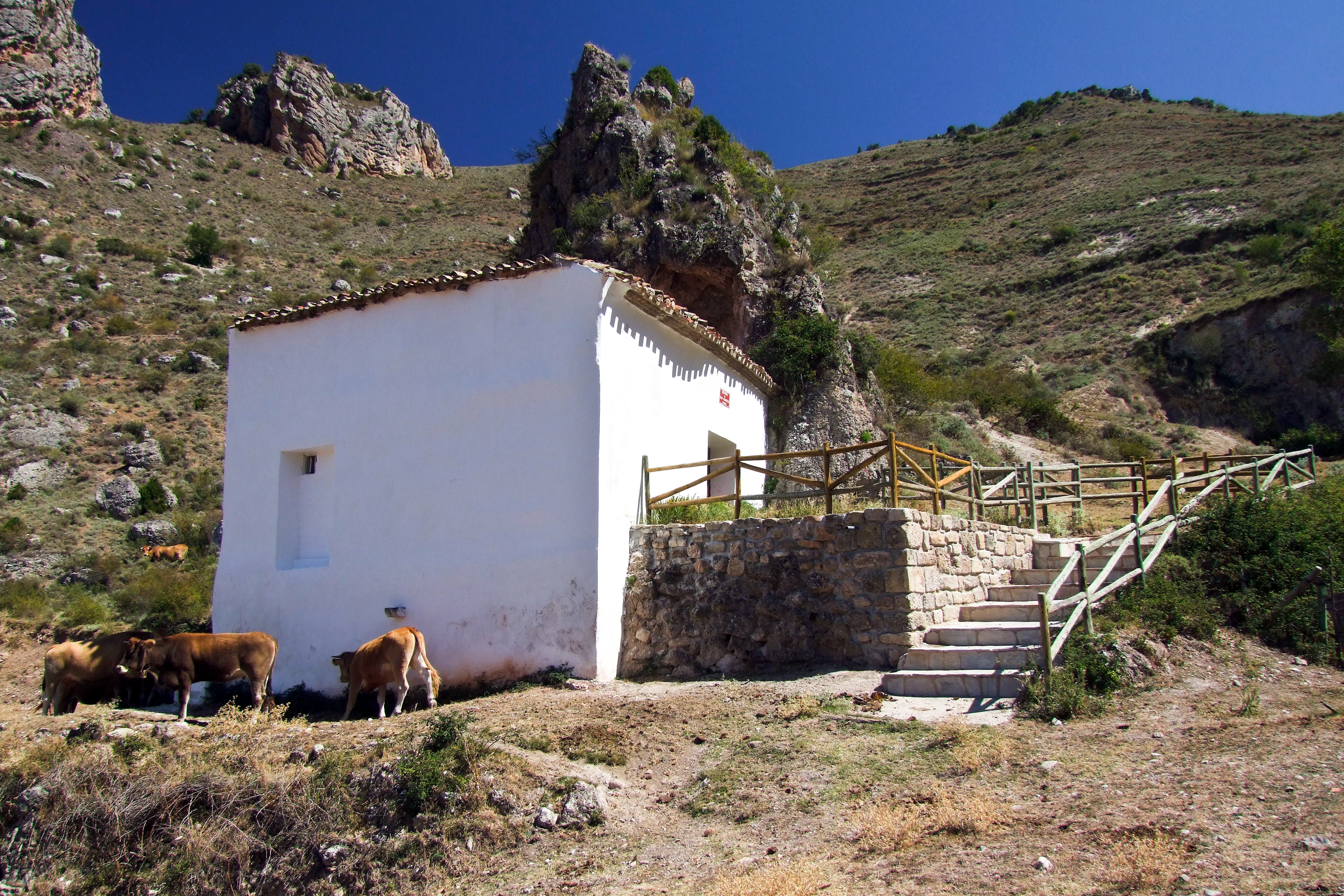
Markuskapelle
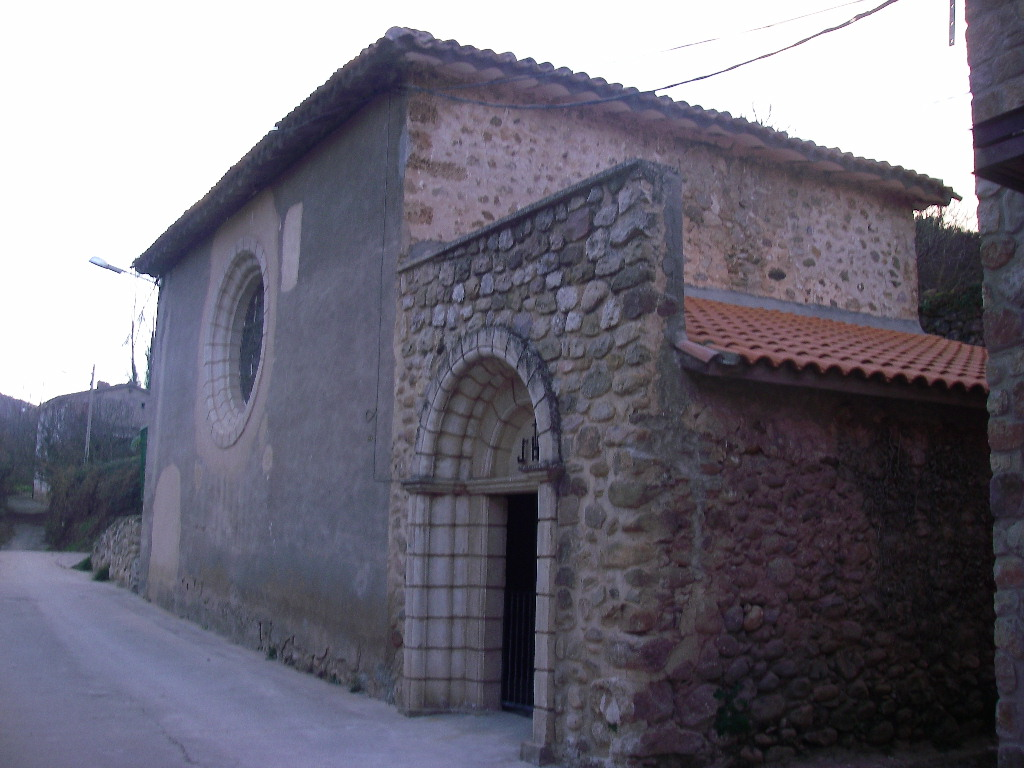
Luzienkapelle